# ピザトースト
ピザトーストとは、食パンの上にトマト系ソースや具材を載せ、ピザ風に仕立てて焼いたトーストである。

## 概要
夜食やおやつなどといった軽食、あるいは朝食として食べられている。
野菜なども載せて具を増やせば、栄養バランスも比較的良い。
本物のピザと比べ、ピザ生地（きじ）を作る時間（数十分〜数時間）が省けて簡便である。
個人が自分で作って食すのが一般的だが、具材を一式載せてあとは焼くだけの状態でパックされたものがスーパーマーケットなどで売られていることもある。また、喫茶店などのメニューに入っていることもある。この応用として、デニッシュ生地に具やソースを載せて焼いた商品もある。

## 歴史

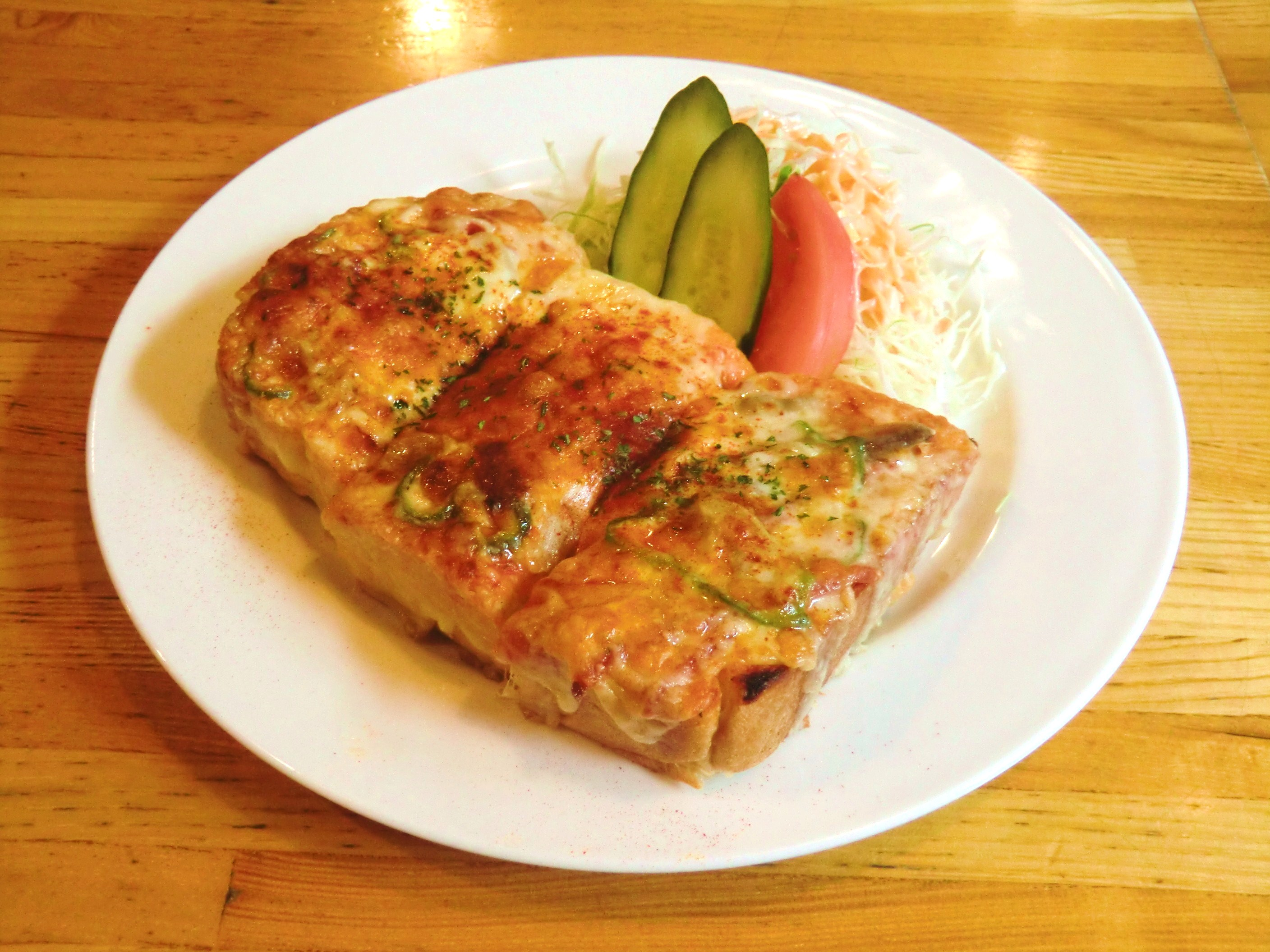
喫茶店「紅鹿舎」のピザトースト

ピザトースト発祥の店は、東京都千代田区有楽町の喫茶店「紅鹿舎（べにしか）」であるとされる。ピザが高価だった1964年頃、安価でピザを食べて欲しいとの思いで考案された。このことは、新聞や雑誌、テレビ番組で幾度も紹介されている

## 作り方
トマト系ソースを塗ったパン（主に食パンの片面）の上に具材をのせてオーブントースターで焼く。あとはそのままあるいは切って食べる。
簡易版
- ケチャップ（既成のピザソース系で代用すれば、一層風味が増す）とチーズ（スライスチーズやプロセスチーズでも可。加熱で溶けるタイプのチーズが一般的である）に加えて、サラミ（ソーセージを薄切りしたものやハムまたはベーコンでも代用可）などの肉類やコーンなどをのせたりすると、彩りの面でも一層ピザ風になる。

本格版
- トマトソース
- オリーブオイル
- ピザ用のチーズ（主としてモッツァレラチーズ）あるいはマヨネーズ。あるいは両方。
- サラミやハムなどの肉類、あるいはエビなどのシーフード。
- コーンやスライスしたピーマン、玉ねぎ、マッシュルームなど（野菜類）。
- オレガノやバジルなどの香草（香り付け）。

以上の材料（本物のピザとほとんど変わらない材料）を好みに応じて選択・組み合わせて食パンの上にのせ、オーブントースターで焼く。